# Juglandaceae
Juglandaceae DC.ex Perleb è una famiglia di piante legnose (alberi e grandi arbusti) appartenente all'ordine Fagales, che prende il nome dal suo rappresentante più conosciuto, il noce (genere Juglans).

## Descrizione
Le specie sono monoiche: i fiori unisessuali sono riuniti in infiorescenze, anch'esse unisessuali, portate dal medesimo individuo. 
I fiori maschili portano numerosi stami, resti di un ovario non funzionale, e un perigonio poco visibile. 
I fiori femminili hanno ovario infero formato da due carpelli, un perigonio di 4 tepali circondato da diverse brattee che possono andare a costituire parte del mallo.
Le infiorescenze maschili sono amenti penduli portati dai rami dell'anno precedente, quelle femminili sono costituiti da pochi fiori (2-4) portati sui rami dell'anno.
Le foglie sono composte pennate e senza stipole a fillotassi alterna.
Il frutto è una drupa ed il seme è provvisto di 2 grossi cotiledoni ricchi di sostanze oleaginose.

## Tassonomia
Nella classificazione APG IV Juglandaceae fa parte dell'ordine Fagales, a sua volta appartenente alle Eudicotiledoni e quindi alle Angiosperme.
In questa famiglia sono riconosciuti nove generi:
- Alfaroa Standl.
- Carya Nutt.
- Cyclocarya Iljinsk.
- Engelhardia Lesch. ex Blume
- Juglans L.
- Oreomunnea Oerst.
- Platycarya Siebold & Zucc.
- Pterocarya Kunth
- Rhoiptelea Diels & Hand.-Mazz.

Per APG la famiglia dev'essere divisa in tre sottofamiglie, Rhoipteleoideae (monotipica; continene solo la specie Rhoiptelea chiliantha), Engelhardtioideae e Juglandoideae.
Nel sistema Cronquist questa famiglia era invece attribuita all'ordine Juglandales Dumortier, 1829, e il genere Rhoiptelea era classificato in una famiglia a sé sempre facente parte di quell'ordine, Rhoipteleaceae.
Tradizionalmente erano inclusi in questa famiglia cinque generi:
- Juglans L.: il noce e altre specie affini;
- Carya Nutt.: genere diffuso quasi esclusivamente in Nordamerica, con numerose specie divise nei due gruppi chiamati localmente Hickory e Pecan;
- Platycarya Sieb.&Zucc.: comprende poche (o una sola) specie di alberi della Cina;
- Pterocarya Kunth: alberi asiatici;
- Engelhardia Lesch. ex Blume: arbusti e piccoli alberi asiatici.

## Distribuzione
Le Juglandaceae sono distribuite nelle zone temperate dell'Emisfero boreale principalmente in Asia e in America, sia Settentrionale che Meridionale; sono anche presenti in alcuni porzioni orientali dell'Europa, continente in cui erano assai più diffuse prima delle glaciazioni.

## Importanza colturale
Alcune specie vengono coltivate in quasi tutto il mondo. Quasi tutte le Juglandaceae producono frutti con semi commestibili.
In Italia sono conosciuti e commercializzati quasi esclusivamente i semi del frutto del noce bianco (Juglans regia L.), le comuni noci. In altri paesi, però, sono apprezzati anche i frutti di altre specie come ad esempio il pecan frutto di Carya.
Il legno di molte Juglandaceae - sia pure con differenti gradi di qualità - è ampiamente utilizzato per mobili e altri prodotti di falegnameria.
Alcune specie sono considerate di pregio ornamentale, particolarmente il noce nero (Juglans nigra L.), non raro nei nostri parchi e giardini.
Infine, alcune specie hanno applicazioni secondarie per la produzione di liquori e in erboristeria.